# Elattoneura campioni
Elattoneura campioni – gatunek ważki z rodziny pióronogowatych (Platycnemididae). Znany jedynie ze stanów Asam i Meghalaya w północno-wschodnich Indiach oraz z Mjanmy; są to jednak odnotowania historyczne; IUCN klasyfikuje gatunek jako niedostatecznie rozpoznany (DD).